# 国府町立大成中学校

国府町立大成中学校（こくふちょうりつ たいせいちゅうがっこう）は、かつて鳥取県岩美郡国府町中河原（現・鳥取市国府町中河原）にあった公立中学校である。

## 概要
国府町の東部、旧大成村域を学区としていた。
1947年（昭和22年）に、当時の成器村と大茅村の組合立大成中学校として成器小学校の隣接地に設立されたが、2年後に岩美郡のうち歴史的に関係が深い邑法地区七ヶ村（旧邑美郡・法美郡の宇倍野村・面影村・津ノ井村・米里村・倉田村・成器村・大茅村）が結集して3つの中学校に再編成することとなり、組合立邑法第三中学校と改称した。
1952年（昭和27年）に合併で大成村が発足すると、1954年（昭和29年）に邑法地区の学校組合立が解消されたことにより当初の学校名である大成中学校と改称した。
1957年（昭和32年）に大成村は宇倍野村との合併で国府町となり、当校は同町の管理となった。しかし国府町は鳥取市との組合立で邑法第一中学校も管理しており1974年（昭和49年）頃から分離問題が起きていた。そのため組合立を解消し分離独立することとなり、1980年（昭和55年）に当校は邑法第一中学校の国府町側と統合の上、国府町立国府中学校が設立されたことに伴い閉校した。この間の卒業生は2110名であった。

## 沿革
- 1947年（昭和22年） - 岩美郡学校組合立大成中学校を成器村中河原に設立。大茅村に大茅教場を設置。
- 1949年（昭和24年） - 岩美郡宇倍野村外六ヵ村学校組合立邑法第三中学校と改称。
- 1952年（昭和27年）11月1日 - 成器村と大茅村が合併して大成村となる。
- 1954年（昭和29年） - 大成村立大成中学校と改称。またこの年に大茅教場を廃止し成器校舎に統合。
- 1957年（昭和32年）1月1日 - 大成村が宇倍野村と合併して国府町となったことに伴い、国府町立大成中学校と改称。
- 1980年（昭和55年）4月1日 - 鳥取市国府町中学校組合立邑法第一中学校の国府町側と統合して国府町立国府中学校を設立。大成中学校閉校。

（参考文献：）

## 校章
1948年当時の職員によって考案されたもので、漢字の「中」の背景に扇が描かれていた。この扇は学校の東にそびえる扇ノ山を象徴したものであった。

## 通学区域
- 成器小学校区、大茅小学校区